# Pascal Chimbonda
Pascal Chimbonda, född 21 februari 1979 i Les Abymes, Guadeloupe, är en fransk före detta fotbollsspelare (försvarare)

## Klubblagskarriär
Chimbonda inledde sin professionella fotbollskarriär i franska Le Havre 1999. Efter att även ha representerat Bastia värvades han av den engelska Premier League-klubben Wigan Athletic 2005.
Under sin första säsong i Wigan rönte han stora framgångar och blev framröstad som ligans bästa högerback. Efter detta värvades han av Tottenham Hotspur. Säsongen 2007-2008 var han med och vann Ligacupen med klubben. Efter två säsonger i Tottenham skrev han sedan på ett treårskontrakt med Sunderland, där det dock bara blev 13 ligamatcher under 6 månader innan han återvände till Tottenham i januari 2009.
Han stannade dock bara i Tottenham fram till sommaren då han skrev på ett tvåårskontrakt med Blackburn Rovers.
Den 21 januari 2011 skrev han på ett sexmånaderskontrakt med Queens Park Rangers.

## Landslagskarriär
År 2003 spelade Chimbonda tre matcher för Guadeloupes landslag i kvalet till CONCACAF Gold Cup.
Han debuterade i det franska landslaget 2006 och var uttagen i truppen till VM 2006 där Frankrike vann silver. Chimbonda spelade dock ingenting under turneringen.